# Calosota flavostylus
Calosota flavostylus is een vliesvleugelig insect uit de familie Eupelmidae. De wetenschappelijke naam is voor het eerst geldig gepubliceerd in 1970 door Hedqvist.